# Travnik
Travnik (lyssna (fil), kyrilliska: Травник) är en ort i kommunen Travnik i kantonen Centrala Bosnien i centrala Bosnien och Hercegovina. Orten är kantonshuvudort och ligger cirka 73 kilometer nordväst om Sarajevo. Den är belägen i en dal mellan bergsområden. Travnik hade 15 344 invånare vid folkräkningen år 2013.
Av invånarna i Travnik är 71,03 % bosniaker, 18,55 % kroater, 2,59 % bosnier, 2,10 % serber, 1,17 % muslimer och 0,68 % romer (2013).
I Travnik finns både höghus och villor, samt ett stort antal moskéer och ett par kyrkor. Strax utanför orten föddes nobelpristagaren i litteratur 1961, Ivo Andrić.
Travnik är en populär semesterort när det gäller vintersäsongen. Vlašić är en populär skidort, besöks årligen av många turister, inhemska och utländska. Man kan även titta på äldre byggnader från den osmanska tiden, vilket lockar historieintresserade turister.